# 망구

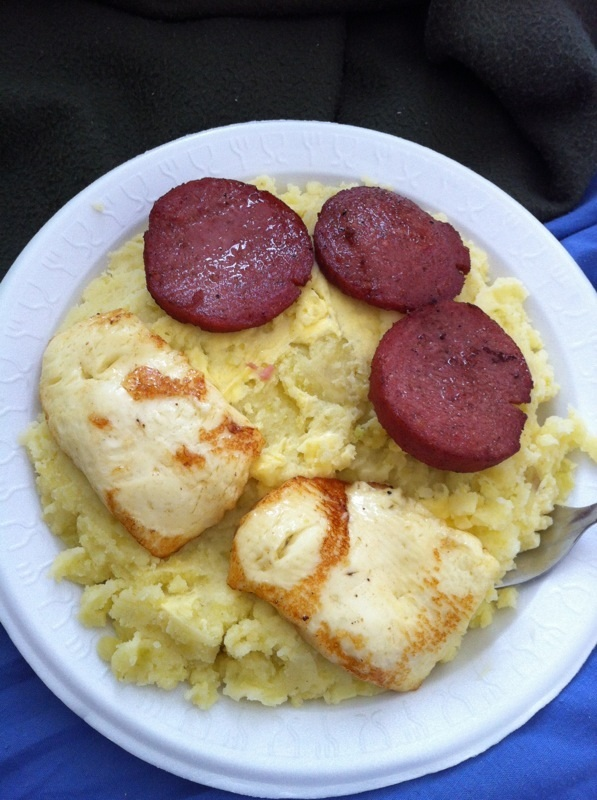

망구(Mangú)는 도미니카 공화국의 국민 아침 식사이다. 이 전통 도미니카 요리는 점심 또는 저녁 식사로도 먹을 수 있다.

## 방법
망구는 껍질을 벗기거나 벗기지 않고 삶은 녹색 질경이로 구성된다. 완전히 익혀 부드러워지면 껍질을 제거한다. 질경이는 포크와 삶은 물을 사용하여 으깨진다. 목표는 질경이가 덩어리 없이 부드러워질 때까지 으깨는 것이다. 접시 위에는 식초와 기름으로 익힌 적양파 볶음이 올려져 있다.

## 변형
로스 트레스 골페스(Los tres golpes, 세 안타)는 망구와 함께 제공되는 튀긴 도미니카식 살라미 소시지, 튀긴 치즈, 튀긴 계란으로 구성된 도미니카인들이 부여한 속어이다. 살라미 소시지와 치즈는 더 바삭한 식감을 위해 튀기기 전에 밀가루로 코팅할 수 있다.
녹색 질경이는 잘 익은 질경이, 녹색 바나나 또는 스쿼시로 대체할 수 있다. 스쿼시 버전은 마자모라(mazamorra)로 알려져 있다.

## 어원
삶은 으깬 질경이는 노예 무역 중에 섬으로 데려온 콩고 지역의 아프리카 인들에게 거슬러 올라간다. 원래 단어는 "mangusi"와 비슷한 것으로 삶아서 으깬 거의 모든 뿌리 채소를 가리켰다.

## 기원
푸푸(Fufu)는 아프리카 노예가 카리브해와 라틴 아메리카 일부로 가져온 요리이다. 카사바가 도입되기 전에 질경이, 녹색 바나나, 참마는 우유, 버터, 끓인 물과 함께 삶고 으깨었다.

## 같이 보기
- 푸푸